# Échangeur de Bois-d'Haine
L'échangeur de Bois-d'Haine est un échangeur de Belgique entre l'A15 (E42) et l'A501. Il est de type en trèfle.
Les quatre directions vont, en partant de l'ouest, vers Mons, Bruxelles, Charleroi et La Louvière.